# Kirby and the Forgotten Land
Kirby and the Forgotten Land (с англ. — «Кирби и Забытая Страна») — платформерная видеоигра, разработанная HAL Laboratory и изданная Nintendo для гибридной игровой системы Nintendo Switch. Это первая основная полноценная 3D игра (без учёта спин-оффов) серии Kirby. Игрок управляет Кирби в путешествии по Забытой Стране, чтобы спасти Уоддл Ди (англ. Waddle Dee), похищенных свирепым Звериным Стадом (англ. Beast Pack). Чтобы пройти каждый этап и спасти Уоддл Ди, Кирби необходимо использовать широкий спектр способностей, которые помогут ему сражаться с врагами и продвигаться вперёд. Игра положительно оценена критиками, некоторые назвали её одной из лучших игр в серии, похвалив за визуальные эффекты, саундтрек, игровой процесс и количество активностей. Игра Kirby and the Forgotten Land была продана по всему миру тиражом более 7,52 миллиона копий (по состоянию на 31 марта 2024 года), что делает ее самой продаваемой игрой в серии, а также одной из самых продаваемых игр на Nintendo Switch.
Расширенное издание игры с дополнительным контентом выйдет для Nintendo Switch 2 28 августа 2025 года.

## Игровой процесс
Forgotten Land — это первая игра в серии, предлагающая полностью трёхмерные уровни. Игрок управляет Кирби — антропоморфным розовым шариком. Основное действие происходит в постапокалиптическом мире. Кирби по мере прохождения уровней необходимо спасать Уоддл Ди и он сталкивается с различными угрозами на своём пути. Спасение Уоддл Ди требуется для открытия доступа к следующим локациям.
Как и в типичной игре серии Kirby, Кирби может «всасывать» врагов внутрь себя, чтобы стрелять ими или перенимать их способности, будь то бой на мечах, кидание бомб и прочее. Forgotten Land впервые представляет механику «Mouthful Mode», позволяющую Кирби поглощать крупные предметы — автомобили, торговые автоматы и железные ворота и временно перенимать форму и свойства этих предметов. Режим «Mouthful Mode» усиливает атаки Кирби, позволяя например разрушать стены. Кирби также может поглощать воду, превращая себя в надутый шар, чтобы затем стрелять водой во врагов, тушить лаву или огонь. Важная часть игрового процесса — костюмы с определёнными способностями, которые Кирби надевает, поглощая определённого вражеского NPC. Например поглощение рыцаря позволяет Кирби сражаться с мечом. Способ прохождения уровней сильно меняется в зависимости от текущих способностей Кирби. Игра также позволяет совершенствовать костюмы, если находить специальные «чертежи» при прохождении. Каждый костюм имеет несколько уровней улучшения, при этом игрок может выбирать желаемое улучшение, которое Кирби будет по умолчанию одевать при поглощении нужного врага. Улучшенные костюмы повышают урон от атаки или позволяют наносить дополнительные виды атак. Совершенствование костюмов важно, так как сложность уровней заметно возрастает, особенно в последней локации.
В игре доступен локальный кооперативный режим, для двух игроков. По аналогии с Kirby Battle Royale и Kirby and the Rainbow Curse, второй игрок может присоединиться к игре и взять под управление Бандану Уоддл Ди (англ. Bandana Waddle Dee), который использует копьё в качестве основной формы атаки. Его способности ограниченны, так как он не может поглощать врагов, как Кирби. Forgotten Land также поддерживает фигурки amiibo.
| Список способностей и улучшений                                                                                      | Описание |
| --- | --- |
| Бомба (Bomb) Цепная Бомба (Chain Bomb) Самонаводящаяся Бомба (Homing Bomb)                                           | Позволяет кидать цепь из бомб в противников. Улучшение включает в себя самонаводящиеся бомбы. |
| Взрыв (Crash) Временной Взрыв (Time Crash)                                                                           | Уничтожает всех противников, попадающих в поле зрения Кирби. Улучшение позволяет на короткий момент останавливать время, чтобы нанести противнику серию уронов. Может использоваться лишь один раз. |
| Резак (Cutter) Резак-Чакрам (Chakram Cutter) Пиловидный Резак (Buzz-Saw Cutter)                                      | Позволяет кидать в противника острые бумеранги. При удержании кнопки атаки усиливается урон от оружия. Улучшения включают в себя дополнительные лезвия. |
| Дрель (Drill) Дрель-Карандаш (Pencil Drill) Дрель-Близнец (Twin Drill)                                               | Позволяет перемещаться под землёй, атаковать из под земли или создавать круговыми движениями провалы для усиленного урона противника. Улучшение включает в себя лезвие, наносящее урон всем противникам над землёй. |
| Огонь (Fire) Вулканический Огонь (Volcano Fire) Драконовый Огонь (Dragon Fire)                                       | Позволяет кидать огненные камни в противника. Улучшение позволяет герою планировать и изрыгать язык пламени, который будет наносить противнику урон как во время, так и после атаки. |
| Молот (Hammer) Игрушечный Молот (Toy Hammer) Дикий Молот (Wild Hammer) Молот Дидиди в Маске (Masked Hammer)          | Позволяет в ближнем бою наносить противнику мощные атаки. Улучшения включают в себя дополнительные манёвры атаки. |
| Лёд (Ice) Морозный Лёд (Frosty Ice) Вихревый Лёд (Blizzard Ice)                                                      | Позволяет скользить на поверхности воды, образуя под ногами лёд и наносить урон холодным дыханием. Улучшения позволяют создавать снеговиков из холодного дыхания для атаки или на короткий момент обездвиживать противника, заморозив его, даже босса.                                                                                         |
| Рейнджер (Ranger) Благородный Рейнджер (Noble Ranger) Космический Рейнджер (Space Ranger)                            | Позволяет стрелять в противника из лука с дальнего расстояния, улучшение включает в себя бластер с усиленным уроном. |
| Меч (Sword) Гигантский Меч (Gigant Sword) Меч Мета Рыцаря (Meta Knight Sword) Меч Морфо Рыцаря (Morpho Knight Sword) | Позволяет сражаться мечом. Улучшения увеличивают размер меча, позволяют использовать щит, временно увеличивать размер меча до огромных размеров и создавать огненные смерчи вокруг себя. |
| Торнадо (Tornado) Торнадо-Флёр (Fleur Tornado) Штормовый Торнадо (Storm Tornado)                                     | Позволяет создавать вокруг себя торнадо, летать по области и наносить уроны противникам. Улучшения усиливают этот эффект. |
| Иглы (Needle) Беспорядочные Иглы (Clutter Needle) Кристальные Иглы (Crystal Needle)                                  | Позволяет на непродолжительное время создать броню вокруг себя. В этом режиме Кирби только перекатывается и не может атаковать. Однако любой противник при контакте будет нанизан на иглу или получит сильный урон. Улучшения усиливают этот эффект и позволяют метать шипы во все стороны.                                                    |
| Сон (Sleep) Глубокий Сон (Deep Sleep)                                                                                | Эта способность не даёт никаких преимуществ в бою, наоборот, Кирби заснёт на какое то время, став уязвимым для атак, однако восстановит здоровье после пробуждения. Улучшение восстанавливает не только здоровье, но и даёт дополнительную полосу здоровья и дополнительные эффекты в атаке и защите. Способность можно использовать один раз. |

### Игровые локации
Игрок должен проходить линейные уровни-платформеры. По всем локациям спрятаны монеты, еда для пополнения здоровья, гатя-фигурки и запертые в клетках Уоддл Ди. В игре представлено несколько игровых карт c несколькими уровнями, последний из которых — арена с игровым боссом, победа над которым требуется для доступа с следующим уровням. Чтобы открыть доступ к уровню с боссом, требуется освободить определённое количество Уоддл Ди. Помимо поиска клеток, Кирби может забрать несколько дополнительных Уоддл Ди, выполнив дополнительные миссии на каждом уровне. Чаще всего это головоломки, поиск скрытых комнат, поиск нужных предметов или еды. Локации имеют разные тематические оформления, например это поглощённые лесами руины мегаполисов, торговых центров или тематические неоновые парки. Некоторые участки уровней — это мини-игры, прохождение которых возможно только в Бездонном Режиме(англ. Mouthful Mode), например это уровни — автогонки, где Кирби управляет автомобилем, авиасимуляторы, где требуется планировать как воздушный змей, поглотив железную арку, поездка на американских горках, управляя вагонеткой или перемещение на лодке, где Кирби берёт на себя роль паруса итд.
Помимо прохождения основных уровней, на карте имеются мини-уровни «Treasure Road», чьё прохождение даёт звёзды, требуемые для улучшений костюма. Каждый уровень и его препятствия ориентированы на использование определённой способности и предмета, поглощённого Кирби. Эти уровни требуется пройти до истечения таймера.
Спасённые Уоддл Ди строят город (англ. Waddle Dee Town), являющийся игровой базой. Чем больше Кирби освободит Уоддл Ди, тем крупнее становится городок, в нём открываются новые здания, внутриигровые магазины, мини-игры, среди которых например рыбалка или работа в местном кафе, с игровым процессом, похожим на Cook, Serve, Delicious, где нужно накормить как можно больше посетителей. В одном магазине можно покупать еду, восстанавливающую здоровье Криби. У местного кузнеца можно прокачивать свои костюмы, чтобы улучшать их урон и способности. Игрок также может покупать дополнительные гатя-фигурки. В местном амфитеатре можно сражаться с несколькими боссами в подряд. Задача игрока заключается в том, чтобы победить по очереди определённое количество боссов до истечения очков здоровья. За победу можно получить особые призы.

## Сюжет
В обычный мирный день в Стране Снов (англ. Dream Land) начинает бушевать тёмный вихрь, который начинает поглощать всё на своем пути. Во время поездки на Основной Звезде (англ. Warp Star) Кирби засасывает в образованный на небе пространственный разрыв, через который его выбрасывает на пляж, который является территорией Забытой Страны — бывшего государства, являющегося частью павшей цивилизации под названием Новый Мир (англ. New World). Прибыв в разрушенный Город Уоддл Ди, он обнаруживает, что Уоддл Ди похищены преступной группировкой, наиболее известной как Звериное Стадо. Шиншиллоподобное существо по имени Элфилин (англ. Elfilin), которое помогало Уоддл Ди, когда они попали в Забытую Страну, пытается найти место, где можно спрятаться, но Звериное Стадо загоняет его в угол и запирает в золотой клетке. Кирби побеждает охранников и освобождает Элфилина. Элфилин объясняет Кирби, что он и Уоддл Ди пытались оказать Звериному Стаду сопротивление, но потерпели поражение, поэтому он пытается всеми силами освободить их. Кирби предлагает помощь Элфилину и отправляется спасать Уоддл Ди.
Кирби и Элфилин сталкиваются c Королём Дидиди (англ. King Dedede), который работает на Звериное Стадо. Дидиди похищает Элфилина и улетает, а Кирби пускается в погоню. В глубине логова Звериного Стада Кирби снова побеждает Дидиди, который, как впоследствии выясняется был одержим; освобождённый Дидиди остаётся один на один со Звериным Стадом, чтобы позволить Кирби выиграть время. Тем временем главный герой поднимается на лифте в операционный центр Звериного стада — Лабораторию Дисковера (англ. Discovera). В лаборатории, которая функционирует в качестве туристической достопримечательности, через заранее записанное звуковое сообщение объясняется, что могущественное существо, Полный Отказ (лат. Fecto Forgo) (также называемое образцом ID-F86), пыталось вторгнуться в Новый Мир, но было остановлено его жителями и помещено в лабораторию, где исследовалась его способность создавать разрывы. Через тридцать лет после начала исследований крупная часть от этого существа распалась на мелкие части, разлетевшиеся по миру и одной из этих частей стал Элфилин.
Кирби встречает вожака Звериного Стада — льва по имени Леонгар (англ. Leongar), который объясняет, что Новый Мир когда-то был населён могущественной расой, прежде чем они использовали таинственную силу Полного Отказа, чтобы организовать путешествия по другим измерениям. Леонгар искал способы использовать силу ID-F86 для себя, чтобы достичь Страны Снов. Кирби побеждает Леонгара и спасает Элфилина, но Полный Отказ просыпается и объясняет Кирби (используя Леонгара как марионетку), что они получили контроль над Звериным Стадом и похитили Уоддл Ди, чтобы превратить их в своих рабов и упростить поиски Элфилина, чтобы они могли снова стать единым целым, слившись с ним. Затем Полный Отказ поглощает Леонгара и других членов Звериного Стада и превращается в химероподобного монстра. Кирби побеждает Полный Отказ, но тот поглощает Элфилина и превращает его в свою финальную форму — Полный Элфилис(лат. Fecto Elfilis).
Кирби спасает Элфилина, но Полный Элфилис создает большой портал, планируя с помощью него разрушить планету Поп Звезда (англ. Pop Star) и Новый Мир через их слияние. Когда Поп Звезда и Новый Мир достигают предела Роша, Кирби с большим трудом побеждает Полного Элфилиса, используя в качестве оружия покрытый собственным телом cедельный тягач, и возвращается на планету Поп Звезда, где разрыв остаётся открытым. Используя все свои силы, Элфилин запечатывает разрыв между двумя мирами, во время процесса он в слезах прощается с Кирби и оставляет себя в Новом Мире. В титрах упоминается, что Элфилин имеет возможность путешествовать по планете Поп Звезда, а оставшиеся в живых жители Нового Мира пошли на дружеский контакт с жителями планеты Поп Звезда.
После завершения основной истории душа Леонгара оказывается в ловушке в альтернативном измерении под названием Конечные Сны (англ. Forgo Dreams), созданном затянувшимся разумом Полного Отказа. Кирби и Элфилин отправляются в это измерение и спасают Леонгара, в которого вселилась Душа Конца.(англ. Forgo Soul) После победы над одержимым Леонгаром Душа Конца раскрывает себя, но прежде чем она успевает атаковать Кирби, появляется загадочная оранжево-красная бабочка. Бабочка приземляется на Душу Форго, поглощает её тело и превращается в Морфо Рыцаря (англ. Morpho Knight), воина, похожего на валькирию, который доставляет души в загробный мир. После победы над Морфо Рыцарем душа Леонгара освобождается. Последний необязательный к прохождению босс по имени Хаос Элфилис (англ. Chaos Elfilis), показывает, что Полный Отказ тоже пережил данное событие и вобрал в себя силу Морфо Рыцаря, чтобы стать ещё сильнее. Кирби побеждает Хаос Элфилиса, и остаток его души летит к Элфилину; он принимает её в свое сердце, позволяя двум половинкам душ наконец стать единым целым.

## Разработка

### Предпосылки

Разработчики серии Kirby уже с 2000-х годов пытались создать игры с полностью трёхмерным пространством, но из-за сложности переноса игрового процесса, с сохранением требуемого уровня качества эти проекты забрасывались

Kirby and the Forgotten Land была разработана студией HAL Laboratory, это первая игра в истории франшизы Kirby, основное действие которой происходит в полностью трёхмерной среде. HAL Laboratory уже много лет предпринимала попытки создать полноценную трёхмерную игру о Кирби, но сталкивалась с тем, что привычный для серии игровой дизайн и имеющиеся механики просто не работали в трёхмерном пространстве. Например в 2005 году они анонсировали полностью трёхмерную игру для Nintendo GameCube, но её разработка была отменена. В дальнейшем они экспериментировали с возможностями трёхмерного платформера, работая над побочными и сравнительно небольшими играми серии, например свободное перемещение по небольшим трёхмерным аренам было использовано в Blowout Blast — дополнении к Kirby: Planet Robobot для 3DS. Многие разработчики придерживались мнения, что игровой процесс, типичный для игр серии Kirby в принципе невозможен в трёхмерном пространстве, поэтому они не могли прийти к соглашению, когда в очередной раз заходила речь о разработке трёхмерного платформера.
Синъя Кумадзаки и Тацуя Камияма начали настаивать на очередной попытке разработки трёхмерного платформера после выхода Star Allies для приставки Nintendo Switch в 2018 году. Тогда это был самый масштабный проект серии Kirby, как упоминал Кумадзаки, его команда стремилась создать самую идеальную игру о Кирби, впервые предлагающую столь продвинутую графику и обилие игрового материала, но по прежнему ограниченную двухмерной перспективой. Из-за этого разработчики не смогли воплотить многие идеи. Кумадзаки, взывая к уже накопленному опыту начал настаивать на разработке трёхмерного платформера. Разработчик считал, что если не использовать этот шанс сейчас, то о трёхмерной игре можно будет забыть на долгие годы учитывая протестные настроения среди разработчиков HAL Laboratory по этой теме. Кумадзаки позже утверждал, что несмотря на четыре года между выходом Forgotten Land и Star Allies, разработчики HAL рассматривают обе эти игры, как часть общего проекта. Без создания Star Allies, не была бы возможна разработка и Forgotten Land в её конечном виде.

### Игровой процесс
Разработкой руководил Синъя Кумадзаки, ассоциированным продюсером выступил Кэй Ниномия. В Forgotten Land используются многие привычные для серии игровые механики, такие как поглощение врагов и копирование их способностей. Однако они изначально разрабатывались для двухмерной среды, главная трудность, связанная с трёхмерной средой касалась прицеливания во врага. Разработчики должны были предпринять все нужные меры, чтобы прицеливание не стало главной проблемой при прохождении игры. Этому мешал и сам дизайн Кирби, из-за его сферической формы очень трудно отслеживать положение персонажа, а значит в каком направлении он совершает атаки против врагов. В мини-игре Blowout Blast к Planet Robobot эта проблема например была решена демонстрацией стрелки направления атаки, но команда не хотела в этот раз добавлять стрелку в игру. Другая типичная проблема в трёхмерной игре — невозможность адекватно определить расстояние между игровым персонажем и врагом.

Демонстрация скрытой механики, упрощающей прицеливание во врага в трёхмерном пространстве

Разработчики стремились создать игру, подходящую в том числе и для игроков, не умеющих играть в трёхмерные платформеры. Для решения вышеперечисленных проблем создателям пришлось полностью переработать типичную для серии механику копирования, когда Кирби поглощает врага, чтобы временно перенять его способность. Все анимации, связанные со способностями были созданы так, чтобы облегчить ориентацию в трёхмерном пространстве. Для решения проблемы прицеливания, разработчики внедрили функцию позиционного обнаружения на основе угла камеры, позволяя наносить удар по цели, если с точки зрения игрока через двухмерный экран цель и оружие «соприкасаются», хотя на самом деле соприкосновения нет. Помимо прочего разработчики тщательно проработали положение камеры и расположение врагов на всех этапах прохождения, чтобы игрок как можно чаще видел лицо Кирби. От подводных уровней было решено отказаться из-за сложности их адаптации к трёхмерному миру, однако в качестве компромисса, разработчики введи множество уровней, требующих передвигаться на поверхности воды. Для игроков, любящих трудное прохождение был введён «дикий» режим с малым запасом жизни, требующий убивать врагов, уклоняясь от их атак.
Помимо адаптации привычных для серии игровых механик, разработчики хотели ввести новые и уникальные механики, раннее не встречавшиеся в трёхмерных платформерах. На этом этапе была предложена идея «Mouthful Mode» — способность поглощать невоодушевлённые предметы. Разработчики признались, эта идея предлагалась ещё давно, когда был придуман сам Кирби, так это подходило для его описания — существа, способного растягиваться и менять форму. Размышляя о предметах, которые Кирби мог бы поглощать, Кумадзаки начал составлять список крупных предметов, которые ему в первую очередь попались на глаза — автомобили, трубы, дорожные конусы и то, как Кирби бы мог их использовать в игре.
«Mouthful Mode» отличается от традиционной способности поглощения врагов и приобретения их способностей, в этом случае Кирби поглощает объект гораздо крупнее себя и как бы обтягивается вокруг него, приобретая его форму и выполняя движения, связанные с этим объектом. Разработчики в итоге назвали эту механику забавной, призванной сделать в целом игровой процесс увлекательнее. Вскоре разработчики обнаружили, что эта механика предоставляет множество новых способов прохождения уровней и решения головоломок.

### Дизайн уровней
Разработкой игровых уровней руководил Юки Эндо. Хотя традиционно игры серии Kirby — это платформеры, вместе с трёхмерными уровнями, разработчики хотели сделать больший акцент приключении и изучении окружающего пространства, придавая игре качества приключенческого боевика. Чтобы подчеркнуть масштабность, было добавлено множество эмоциональных и драматических сцен, играя с ракурсами камеры. При создании уровней, разработчики придерживались правила создания легко воспринимаемых на глаз локаций, но и при этой крайне динамичных. Особый акцент делался на детализации окружающего пространства и заднего фона, чтобы игрок мог любоваться красивыми пейзажами. Сами уровни устроены так, чтобы игрок сразу понимал, куда ему дальше идти. Художественное оформление уровней связано и с особенностями игровых механик, например в парках аттракционов имеется множество опасных механизмов, а в снежных локациях Кирби должен противостоять ветру. Спасение Уоддл Ди — главная задача в прохождении, в каждом уровне спрятано по несколько таких персонажей. Разработчики называли их поиск отличной мотивацией, так как от количества освобождённых Уоддл Ди напрямую зависит размер построенного ими городка — игровой базы с мини-играми и многими дополнительными игровыми возможностями. Это побуждает игрока освобождать больше Уоддл Ди на игровых уровнях.
Одна из проблем, с которой разработчики столкнулись при дизайне уровней — это то, что трёхмерные пространства позволяют легче уклоняться от врагов, размывая острые ощущения при столкновении с врагами, поэтому разработчики должны были учитывать баланс сложности, с одной стороны игра не должна была становится слишком простой, с другой стороны команда не хотела, чтобы Кирби на всех этапах прохождения бесконечно атаковали враги со всех сторон. Уровни в играх серии Kirby традиционно не выделялись своей сложностью и предназначались для неопытных игроков, однако Forgotten Land — масштабный проект другого уровня, который потенциально заинтересовал бы большею игровую аудиторию. Команда хотела добавить в игру, уровни, которые могли бы бросить настоящий вызов игрокам. Разработчики по этому поводу советовались с руководством Nintendo. Одним из способов решения проблемы баланса сложности стали необязательные побочные миссии, выполнение которых зачастую требует продвинутые игровые навыки. Также для хардкорных игроков были добавлены специальные уровни, доступные после основного прохождения, являющиеся усложнённой версией имеющихся уровней. Разработчики добавили их, упоминая положительные отзывы игроков после выпуска дополнения Heroes in Another Dimension к Star Allies.

### Сюжет и вселенная
Так как игра задумывалась, как совмещение платформера и приключенческого боевика, команда хотела вместе с игровыми локациями передать дух эпичного приключения. Они хотели бросить вызов традиционному представлению о «милых» играх по вселенной Kirby и шокировать игроков. Для этого основное действие было перенесено из родного мира Кирби в «Новый мир», получивший в английской локализации название «Забытой Страны». За разработку общей структуры игры и её сюжетной линии отвечал Тацуя Камияма.
Работа над «Забытой Страной» началось с идеи создания нового игрового мира, не похожего на родной мир Кирби. На ранних концепт артах это была долина, в которой можно было встретить остатки умирающей цивилизации, похожей на современную человеческую. Когда началась работа над уровнями, возникла идея объединить руины с природными пейзажами. Работая над дальнейшими локациями, разработчики добавляли множество отсылок к реальному миру, например парк развлечений был добавлен для реализации множества интересных игровых идей, от американских горок, заканчивая уровнями в стиле дома с привидениями. «Зимний уровень» задумывался, как переходный момент, когда уровни Forgotten Land всё больше напоминают о том, что Кирби отправляется в опасное путешествие. Архитектура в этих локациях была вдохновлена Европой. При создании пустынных уровней, разработчики опирались уже больше на экшен, нежели платформер, поэтому эти локации самые обширные и нелинейные, они хотели передать чувство одиночества и опасности этих краёв, а также что это место происхождения Звериного Стада. Последние уровни с лавой подчёркивают индустриальные строения и предвкушают предстоящую битву с главным противником.
Дизайн и художественное оформление уровней подчёркивали изменение общего настроения игры по мере прохождения. На самых первых этапах уровни и происходящее вокруг них события напоминали сказку, которая постепенно сменяется эпичным приключением с захватывающими боссами. По мере прохождения, игровые уровни всё больше наполняются серьёзными и устрашающими мотивами, сложность прохождения сильно возрастает. Один из необычных сюжетных элементов, которые заметят прежде всего старые поклонники серии — Уоддл Ди. Изначально они были базовыми вражескими NPC, но в Forgotten Land они стали союзниками и целью для спасения. Это дополнительно подчёркивает необычную ситуацию, в которой оказался Кирби и как это привело к тому, что он вступает в союз с бывшими врагами перед лицом новой опасности. Элфилин (англ. Elfilin) — новый персонаж в серии, создавался, как таинственное и волшебное создание. Его силуэт, напоминающий сердце намекает на то, что он является частью другого существа.
Работая над сюжетной линией, разработчики придерживались уже заложенной со времён «Kirby’s Adventure» традицией вводить поверхностную историю, за которой скрывается другая и более «ужасающая» правда, в частности игрок думает, что сражается с финальным боссом, но это оказывается прелюдией к настоящей финальной битве. В Forgotten Land было введено множество новых боссов, например вводный босс Горимондо (англ. Gorimondo) подчёркивал его принадлежность к Звериному Стаду, Клэролайн (англ. Clawroline) — это икона Звериного стада, она выделяется небольшими размерами, но гораздо быстрее остальных. Силлидилло (англ. Sillydillo) оставляет впечатление безумного и глупого персонажа. Разработчики хотели добавить его на ранних уровнях, но он оказался слишком трудным боссом.
В игре появляются и традиционные для серии боссы, например сюжет показывает арку искупления Короля Дидиди, который играет довольно значимую роль в истории со времён игры Kirby 64: The Crystal Shards. Другой традиционный для серии злодей — Мета Рыцарь является «скрытым боссом», то есть игрок столкнётся с ним только на местной арене, в Городе Уоддл Ди. Согласно предыстории, он как и Кирби попал в Забытую Страну, но не подчинился Звериному Стаду, решив защищать Город Уоддл Ди, работая вышибалой на арене. Разработчики также хотели добавить традиционного для серии босса — Леса Виспи (англ. Whispy Woods) но не могли логически объяснить его появление в другом мире, поэтому добавили его другую версию — Тропические Леса (англ. Tropic Woods).

## Музыка и озвучивание
Музыкальное сопровождение к игре написали Хирокадзу Андо, Дзюн Исикава, Юки Симука и Юта Огасавара. Музыкальные композиции должны были отражать общее настроение игровых уровней. В начале мелодии отражают позитивную и непринуждённую атмосферу, типичную для игр серии Kirby, но со временем том мелодий становится всё более серьёзным и мрачным. Музыка играет важную роль во всех уровнях, делая их прохождение интереснее. Композиторы должны были создать большое разнообразие мелодий, чтобы они сменяли друг друга достаточно часто и не надоедали игрокам. Музыкальные дорожки в целом являются электронной музыкой, так как это по мнению композиторов подходит для игры для игровой приставки, также мелодии довольно насыщенны, чтобы реальный оркестр мог их воспроизвести. Композиторы совмещали разные музыкальные жанры, в том числе оркестровую музыку и рок.
В игру была внедрена интерактивная музыка, которая меняется в зависимости от положения игрока. Интерактивные мелодии поделены на четыре части — вступление, основная тема и «бриджи» — переходные такты с простой мызыкой, как правило последовательными повторяющимися аккордами, связывающие предыдущие части мелодии. Бриджи обеспечивают плавный и бесшовный переход в мелодии, чтобы игрок не заметил его. Бридж может быть запущен только после завершения предыдущей музыкальной части, при этом учитывая скорость передвижения игрока, это могло оказаться где угодно. Цель состояла в том, чтобы игрок как можно реже слышал бриджи и не задерживался на месте «стыковки» музыкальных частей, для этого композиторы сотрудничали с разработчиками во время создания игровых уровней. Единственное исключение, когда продолжительное время слышен бридж — приближение к арене с игровым боссом.
В самом начале и конце звучит вокальная песня «Welcome to the New World!», которая даёт намёк на то, что когда то слушали жители падшей цивилизации. Песня должна была передать чувство надежды, что город здесь когда то был наполнен жизнью и надеждой. Её сочинил Тадаси Икэгами, а текст написал Юта Огасавара. Песня также исполнена на вымышленном языке, который придумал Синъя Кумадзаки, руководитель команды разработчиков. Он хотел, чтобы этот язык звучал одновременно как английский и японский языки. На вымышленном языке разговаривали жители заброшенной цивилизации, на нём также составлены тексты на уровнях. Разработчик заметили, что язык довольно легок в расшифровке, поэтому он выступает своеобразным ребусом для игроков. Имя актрисы, спевшей песню неизвестно, Кумадзаки назвал её «Нейхель», заметив что эта вымышленная певица и представительница исчезнувшей цивилизации, неизвестно, является ли она человеком, известен лишь её голос.
Разработчики хотели, чтобы звуковые эффекты дополняли игровой процесс и помогали игроку, но не отвлекали его. Хотя со стороны это звучит просто, однако реализовать подобную цель в трёхмерных пространствах было непросто. Например звуковые эффекты слышны с позиции игрока, но и одновременно находящиеся ближе всего к Кирби. Также с помощью разных звуковых эффектов было важно было чётко разграничить звуки врагов, интерактивных предметов и фонового шума — природы, птиц или фоновых строений.
Кирби был озвучен голосом Макико Омото, короля ДиДиДи озвучивал руководитель разработчиков Синъя Кумадзаки, который старался сделать всё возможное, чтобы персонаж звучал «дико». Элфилин озвучила актриса Куруми Мамия. Голоса Уоддл Ди озвучили одни из звукооператоров. Для голоса Клэролайн, одной из игровых боссов были записаны звуки кота Кумадзаки. Голос директора в лаборатории Dream Discoveries Tour в японской версии озвучила Минами Такаяма. Голос актрисы должен был усилить чувство предвкушения перед развязкой истории.
25 марта были выпущены два диска с саундтреком к Forgotten Land.

## Анонс и выход
Разработчики из HAL Laboratory опубликовали первые данные по новой игре серии Kirby ещё в 2020 году. Тогда они заметили, что после выпуска Kirby Star Allies принялись за работу над новым и более грандиозным проектом. Генеральный директор Синъя Кумадзаки тогда называл назвал игру «новым этапом» в истории серии, которая вобрала в себя все лучшие качества их предыдущих игр.
Дополнительная информация об игре была опубликована в сентябре 2021 года на официальном сайте серии Kirby. Официальный анонс игры состоялся на мероприятии Nintendo Direct 23 сентября 2021 года, при этом за шесть часов до этих событий на сайт Nintendo допустил утечку описания игры. Представленный трейлер игры вызвал наибольший ажиотаж на мероприятии Nintendo Direct среди всех анонсов от Nintendo. Второй, более подробный трейлер был показан 12 января 2022 года, в котором были показаны дополнительные возможности игры, а также дата выхода — 25 марта 2022 года. Демо-версия игры была доступна с 3 марта 2022 года. Жители Гонконга, совершившие предварительный заказ получали чехол для рюкзака «Mouthful Mode».
В конце 2022 года производитель плюшевых игрушек Sanei Boeki выпустил свою первую линейку игрушек «Mouthful Mode».

### Продажи
Игра Kirby and the Forgotten Land на первой неделе продаж заняла первое место в Великобритании, став первой игрой серии, достигнувшей этого, и пятой самой продаваемой игрой серии Kirby в этом регионе. Игра также заняла первое место в Японии с лучшим дебютом для игр серии (учтены только физические копии) — 380 060 копий было продано за два дня, побив рекорд по скорости продаж в своей серии и уступив 2022 году лишь игре Pokemon Legends: Arceus. Forgotten Land также заняла третье место в чертах продаж немобильных игр в США по данным NPD.
За две недели было продано 2,1 миллиона экземпляров игры. Через 15 недель после выхода было продано уже более четырёх миллионов копий игры, что стало временным рекордом для серии.
К сентябрю 2022 года всего в мире было продано 5,27 миллионов копий Kirby and the Forgotten Land, что сделало её самой продаваемой частью во франшизе Kirby, побив рекорд оригинальной Dream Land для Game Boy.  Вышеперечисленные цифры могут показаться скромными в сравнение с продажами игр к самым знаменитым франшизам от Nintendo, однако продажи игр серии Kirby всегда были гораздо скромнее и Forgotten Land показывала гораздо более впечатляющие результаты в сравнение с другими играми своей серии. По состоянию на 21 марта 2023 года всего в мире было продано 6,46 миллионов копий Kirby and the Forgotten Land.

### Популярность
Игра позиционировалась, как первая полностью трёхмерная игра в серии Kirby. Её игровые трейлеры вызвали ажиотаж среди фанатской аудитории. Forgotten Land выступала одной из центральных тем для разговоров в геймерском сообществе в 2022 году.
В Японии популярность игры была также поддержана рекламной компанией в сотрудничестве с производителем напитков Suntory. Механика Mouthful Mode, позволяющая Кирби временно заглатывать крупные предметы стала вирусной в интернете. Пользователи начали создавать интернет-мемы и фанатские изображения, в том числе и шуточные, где Кирби глотает самые разные бытовые предметы или персонажей из других произведений, например Молнию Маккуина из «Тачек» или машины из Initial D.
Редакция Nintendo Life в своём рейтинге всех игр серии Kirby поставила Forgotten Land на первое место, заметив, как разработчикам удалось перенести всё, что так фанаты любят во франшизе в трёхмерную среду, она также назвала Forgotten Land одним из подтверждений «настоящего» золотого века, в который Nintendo вошла с момента выпуска Nintendo Switch. Редакция Shacknews назвала Forgotten Land лучшей игрой 2022 года для Nintendo Switch.
Представитель Mxdwn заметил, что Forgotten Land вывела франшизу на новый пик, который не наблюдался ещё с середины 1990-х годов. Фанаты серии на протящении многих лет желали видеть полностью трёхмерную игру серии ещё со времён GameCube. Редактор GameRant заметил, что Forgotten Land достойна упоминаться наряду с другими экспериментальными и инновационными играми знаменитых франшиз, выпускающихся на приставках от Nintendo, в частности Super Mario Odyssey, The Legend of Zelda: Breath of the Wild, Pokemon Legends: Arceus, Fire Emblem: Three Houses или Animal Crossing: New Horizons. Forgotten Land особенно выделяется на фоне своей предшественницы Star Allies, представляющий из себя традиционный для серии двухмерный платформер c фансервисом.

## Восприятие
| Сводный рейтинг    | Сводный рейтинг |
| Агрегатор          | Оценка          |
| ------------------ | --------------- |
| Metacritic         | 85/100          |
| Иноязычные издания |                 |
| Издание            | Оценка          |
| Destructoid        | 9,5/10          |
| Game Informer      | 9/10            |
| GameSpot           | 9/10            |
| GamesRadar+        | [ 77 ]          |
| IGN                | 8/10            |
| Nintendo Life      | [ 9 ]           |
| Shacknews          | 9/10            |
| VG247              | [ 80 ]          |

Kirby and the Forgotten Land получила в целом положительные отзывы, по данным агрегатора Metacritic, средняя оценка игры составила 85 баллов из 100 возможных. Многие рецензенты назвали Forgotten Land лучшей игрой в серии Kirby.
Бен Рейнер, критик сайта Digital Spy заметил, что Nintendo каждый раз доказывает, что способна создать одну из самых красочных, творческих и ярких игр, имея в своём распоряжении культовые серии и её персонажей. Вместе с приятным саундтреком Forgotten Land согревает сердце игроков своими забавными испытаниями. Очередная игра от Nintendo, мгновенно ставшая классикой
Крис Картер с сайта Destructoid заметил, что игры серии Kirby продолжали его удивлять на протяжении 20 лет и Forgotten Land также не подвела его. Игре удалось сохранить свою простоту серии но и преподнести несколько приятных сюрпризов. Он назвал её одной из лучших игр на Nintendo Switch, милым и очаровательным платформером с красочной графикой, с блестяще спроектированными уровнями и большим арсеналом способностей. Игра подойдёт как и детям, так и взрослым, представитель Game Informer назвал игру обязательной для поклонников серии. Рецензент Nintendo Life назвал Forgotten Land лучшим релизом со времён Kirby: Planet Robobot, прорывом или грандиозным праздником в честь 30-ти летия франшизы, это особенно выделяет её на фоне предыдущей игры Kirby Star Allies, выделяющаяся наоборот своей консервативностью
Критик сайты Gry Online заметил, что Nintendo удалось создать грандиозную игру для серии, которая «с завистью смотрела» на серии Mario и Donkey Kong, предлагая милые, но несложные и невыдающиеся игры. Он назвал Forgotten Land хоть в целом качественной игрой, но не дотягивающей до уровня лучших платформеров от Nintendo став жертвой жанровых экспериментов.

### Дизайн уровней
Игровые критики прежде всего хвалили игру за качественный дизайн её уровней. Forgotten Land — это типичный качественно проработанный платформер от Nintendo с отзывчивым управлением и который однозначно оценят поклонники Super Mario. Критики сравнивали игры с Mario Odyssey в плане масштабности игровых локаций и погружения, но и с Mario 3D World в плане дизайна уровней. Учитывая что Forgotten Land — это первая по настоящему трёхмерная игра в серии Kirby, её уровни в целом выполнены очень качественно, игрок не будет замечать ненужных механик, проблем с камерой или даже то, что он теряет контроль над ситуацией. Вышеописанное является типичной проблемой двухмерной игры, чей игровой процесс переделывают для трёхмерного мира. При битве с боссом, камера фокусируется на нём, а не в углу, передавая ощущение масштабности боя.
Сами игровые локации в целом не выделяются своей сложностью и проходятся быстро, основной акцент в них делается на погружении, решении головоломок и поиске скрытых проходов, нежели на рефлексах игрока, что типично для игр-платформеров. Однако длительность прохождения и сложность уровней сильно возрастает если игрок будет искать побочные задания. Хотя их выполнение не обязательно для прохождения, некоторые критики называли это одной из самых приятных особенностей в игре. Критик GameSpot сравнивал это с собиранием лун энергии в Mario Odyssey или семён Корока в Breath of the Wild. Игроки, любящие динамичные уровни, требующие скорости и рефлексов определённо оценят специальные мини-уровни «Treasure Road» с таймером, которые углубляются в определённые игровые механики.
Благодаря этому игра подойдёт как для детей, так и для взрослых, любящих сложные игры. Рецензенты похвалили уровни Forgotten Land за их тщательную проработанность, мотивируя игрока изучать каждый уголок в локациях на предмет скрытых головоломок, сундуков или проходов. Это повышает реиграбельность игры, мотивируя снова и снова проходить уровень, для поиска очередного тайника.
Критик GameSpot отдельно упомянул механику поглощения врагов и их способностей, которая хотя и была представлена в ранних играх серии Kirby, она некогда не чувствовалась там значимой. Уровни в Forgotten Land спроектированы так, что их прохождение зачастую кардинально менялось в зависимости от текущих способностей Кирби, часто определённые костюмы необходимы для открытия доступа к дополнительным локациям или решения головоломок. Даже если некоторые уровни похожи своей общей концепцией, они никогда не одинаковые, а руины выступают отличными платформами.

### Тема и художественный стиль
Критики хвалили игру за её тематическое разнообразие уровней, обеспечивая полное погружение в игровой мир. Всё это дополняется приятным оркестровым сопровождением. Игровой сеттинг сильно отличается от типичных миров в играх серии Kirby, а её мир выглядит более реалистично и скорее сочетает милый стиль франшизы и постапокалиптическую эстетику из The Last of Us. Критик GameSpot выразил восхищение игровым мирам, несмотря на тематику разрушенного города, уровни — это самые разные локации, торговые центры, парк развлечений, дома с привидениями, станции метро, которые дают подсказки, что произошло с этим миром. В отличие от предыдущих игр серии Kirby, игровые локации выглядят разнообразными и полными новых идей. Представитель сайта PC Games заметил, что все локации несмотря на своё разнообразие ощущаются частью чего то целого и большего. Уровни не выглядят, как набор идей, например и уровни с водой или с намёком на пустыню, как это типично для серии New Super Mario. да и многих платформеров. Рецензент Gry-online наоборот назвал совмещение самых разных тематик, начиная с футуризма, заканчивая каменным веком немного сумбурным, но по прежнему очаровательным.
Тематическое разнообразие соседствует с предельной детализацией окружающего пространства и качественной графикой. Внимание деталям видно везде, например сцены с мирно дремлющими врагами и которых по мнению критика Nintendo Life даже неудобно убивать. При всём этом, игра не вызывает понижение частоты кадров у Nintendo Switch

### Игровой процесс и бои
Обозреватели в целом хвалили игровой процесс, хотя и критиковали некоторые его аспекты. В целом они заметили что игра расширяет и переизобретает формулу серии Kirby в трёхмерном пространстве. Она также предоставляет множество новых игровых механик и способностей персонажа, позволяя экспериментировать и разными способами перепроходить уровни. При этом Forgotten Land в целом сохраняет традиционную формулу игрового процесса франшизы. Рецензенты похвалили новую для серии механику поглощения предметов. Критик Nintendo Life заметил, что это выглядит одновременно забавно и глупо. Критик Gry-online остался недоволен тем, что игра выкладывает большинство механик ещё на самых начальных уровнях, в итоге прохождение со временем наскучивает. В какой то момент игрок обнаружит, что он решает одни и те же задачи.
За счёт обилия игровых механик игру хвалили за большое разнообразие способов ведения боя и то, что она позволяет экспериментировать с различным оружием и стилем боя. Критик Gry-Online заметил, что Forgotten Land внезапно гораздо лучше работает как экшен, нежели платформер. При этом разработчики как будто об этом знали, создав специально арену для битвы с боссами. Игра удивляет обилием оружия, тактиками боя и разнообразными противниками и некоторыми предельно сложными битвами. Сами боссы впечатляют своим разнообразием и способом ведения боя, требуя от игрока прорабатывать стратегию для их победы, некоторые боссы способны сразить Кирби несколькими ударами, что делает прохождение особенно сложным на некоторых этапах. Худшую оценку получили мини-боссы из-за своей лёгкости, однообразия и частого появления на всех уровнях.
Оценка сложности была смешанной. В целом было замечено, что основное прохождение, особенно на ранних уровнях не cложно. Критик Gry-Online был этим разочарован, назвав Forgotten Land игрой для детей. Другие критики заметили однако, что игра предлагает множество способов сложного прохождения, будь то поздние уровни, стремление решить побочные задачи, прохождение уровней «Treasure Road» или даже сражение со множеством боссов в Колизее. Наоборот это делает игру подходящей как для детей, так и для взрослых. Учитывая в целом низкий уровень сложности игр серии Kirby, Forgotten Land наоборот выглядит самой сложной.
Двухпользовательский кооперативный режим получил сдержанную оценку, главным образом из-за ограниченных возможностей Уаддл-Ди, из-за чего игроки находятся не на равных условиях, хотя такой режим может подойти для игры родителям с детьми.

### Награды
Kirby and the Forgotten Land стала одной из десяти игр, получивших награду за выдающиеся достижения на церемонии Japan Game Awards 2022. Её также номинировали как игру года от Nintendo на церемонии Golden Joystick Awards. Игра одержала победу в номинации «Лучшая семейная игра» в рамках The Game Awards 2022
| Год  | Награда                           | Категория                                               | Итог      | Ссылка |
| ---- | --------------------------------- | ------------------------------------------------------- | --------- | ------ |
| 2022 | Japan Game Awards 2022            | За выдающиеся достижения                                | Победа    | [ 83 ] |
| 2022 | Golden Joystick Awards            | Игра года от Nintendo                                   | Номинация | [ 84 ] |
| 2022 | The Game Awards 2022              | Лучшая семейная игра                                    | Победа    | [ 86 ] |
| 2023 | New York Game Awards              | Приз Central Park Children’s Zoo за лучшую детскую игру | Победа    | [ 87 ] |
| 2023 | 19th British Academy Games Awards | Семейная игра                                           | Победа    | [ 88 ] |
| 2023 | CEDEC Awards                      | Достижения в разработке                                 | Победа    | [ 89 ] |

## Комментарии
1. ↑  При участии Vanpool
2. ↑  Известная в Японии как  (яп. 星のカービィ　ディスカバリー Хоси но Ка:би: Дисукабари, рус. Звезда Кирби: Открытие)